# Club Calcio Catania 1953-1954
Questa pagina raccoglie le informazioni riguardanti il Club Calcio Catania nelle competizioni ufficiali della stagione 1953-1954.

## Stagione
All'indomani dello spareggio di Firenze, l'amarezza per il nefasto epilogo dell'incontro, porta alle dimissioni il presidente Arturo Michisanti, dopo giorni di trattative gli subentra Giuseppe Rizzo, già presidente nazionale dell'Azione Cattolica, che con un gruppo di professionisti lavora per rinvigorire l'assetto finanziario del club. Il nodo allenatore è sciolto con l'ingaggio di Piero Andreoli che da giocatore ha vinto due scudetti con il Bologna. Viene mantenuta l'intelaiatura della scorsa stagione con l'arrivo di alcuni giovani promettenti. Unica cessione di rilievo Silvano Toncelli al Genoa per 16 milioni di lire, Fabrizio Bartolini rimarrà fino a novembre quando verrà ceduto al Modena. Si pensava di disputare un buon campionato e invece è arrivato il primo posto in classifica, che porta a quella Serie A inseguita da ventitre stagioni e mai raggiunta prima. Il 2 giugno 1954 duecentomila catanesi partecipano ad un lungo corteo, dalla stazione di Giarre, all'arrivo della squadra dopo le ultime due trasferte al nord, fino in Piazza Duomo a Catania per festeggiare la promozione. Nella stagione 1953-1954 il Catania disputò il nono campionato di Serie B della sua storia. Terminando primo con 43 punti, ottenne per la prima volta la promozione in A.

## Divise
| 1ª maglia |

## Organigramma societario
Area direttiva
- Presidente: Giuseppe Rizzo

Area tecnica
- Allenatore: Piero Andreoli

## Rosa
| N. |                   | Ruolo | Calciatore        |
| -- | ----------------- | ----- | ----------------- |
|    | Italia (bandiera) | P     | Giano Pattini     |
|    | Italia (bandiera) | P     | Antonio Seveso    |
|    | Italia (bandiera) | D     | Carlo Baccarini   |
|    | Italia (bandiera) | D     | Varo Bravetti     |
|    | Italia (bandiera) | D     | Araldo Pirola     |
|    | Italia (bandiera) | C     | Enzo Bearzot      |
|    | Italia (bandiera) | C     | Osvaldo Biancardi |
|    | Italia (bandiera) | C     | Nicola Fusco      |
|    | Italia (bandiera) | C     | Michele Manenti   |

| N. |                   | Ruolo | Calciatore           |  |
| -- | ----------------- | ----- | -------------------- |  |
|    | Italia (bandiera) | C     | Giovanni Marin       |  |
|    | Italia (bandiera) | C     | Aldo Perni           |  |
|    | Italia (bandiera) | C     | Ferruccio Santamaria |  |
|    | Italia (bandiera) | A     | Franco Bassetti      |  |
|    | Italia (bandiera) | A     | Aldo Campo Dall'Orto |  |
|    | Italia (bandiera) | A     | Renato Cattaneo      |  |
|    | Italia (bandiera) | A     | Guido Klein          |  |
|    | Italia (bandiera) | A     | Bruno Micheloni      |  |
|    | Italia (bandiera) | A     | Sergio Quoiani       |  |

## Risultati

### Serie B

#### Girone di andata
| Catania 13 settembre 1953 1ª giornata | Catania               | 0 – 0 | Salernitana | Stadio Cibali\| Arbitro: \| De Gregorio (Legnano) \| |
| Arbitro:                              | De Gregorio (Legnano) |       |             |                                                      |

| Arbitro: | Maurelli (Roma) |

|                         |           |                                    |
| Maronati 31’ Genero 63’ | Marcatori | 24’ Bassetti 37’ Marin 68’ Manenti |

| Arbitro: | Scaramella (Roma) |

|                     |           |             |
| Golin 29’, 31’, 86’ | Marcatori | 22’ Manenti |

| Arbitro: | Alterio (Roma) |

|                  |           |                         |
| Bassetti 3’, 32’ | Marcatori | 20’ Forlani 27’ Astorri |

| Arbitro: | Arpaia (Roma) |

|                              |           |  |
| Toros I 46’ (aut.) Klein 80’ | Marcatori |  |

| Arbitro: | Campanati (Milano) |

|            |           |              |
| Lerici 13’ | Marcatori | 90’ Bassetti |

| Arbitro: | Perego (Milano) |

|            |           |                          |
| Serena 35’ | Marcatori | 15’ Bassetti 75’ Manenti |

| Arbitro: | Corallo (Lecce) |

|               |           |  |
| Micheloni 35’ | Marcatori |  |

| Arbitro: | Ferrari Aggradi (Firenze) |

|                                                  |           |                     |
| Micheloni 21’ Manenti 44’ Marin 52’ Bassetti 78’ | Marcatori | 59’ (rig.) Spartano |

| Arbitro: | Marchetti (Milano) |

|  |           |              |
|  | Marcatori | 73’ Bassetti |

| Arbitro: | Guarnaschelli (Pavia) |

|                           |           |           |
| Cattaneo 39’ Bassetti 79’ | Marcatori | 55’ Testa |

| Arbitro: | Bonetto (Torino) |

|                                |           |                 |
| Manenti 44’ Micheloni 63’, 78’ | Marcatori | 65’ Scagliarini |

| Arbitro: | Marchese (Napoli) |

|                                  |           |               |
| Bearzot 4’ Marin 25’ Manenti 49’ | Marcatori | 62’ Franchini |

| Arbitro: | Agnolin (Bassano del Grappa) |

|           |           |             |
| Perin 69’ | Marcatori | 30’ Manenti |

| Arbitro: | Bernardi (Bologna) |

|                    |           |             |
| Novello 65’ (rig.) | Marcatori | 2’ Bassetti |

| Arbitro: | Bellè (Venezia) |

|               |           |           |
| Micheloni 78’ | Marcatori | 7’ Gritti |

| Arbitro: | Guarnaschelli (Pavia) |

|                                      |           |  |
| Cattaneo 59’ Micheloni 69’ Klein 88’ | Marcatori |  |

#### Girone di ritorno
| Arbitro: | Massai (Pisa) |

|  |           |                            |
|  | Marcatori | 3’, 72’ Cattaneo 27’ Marin |

| Arbitro: | Marangio (Roma) |

|  |           |                 |
|  | Marcatori | 2’ Santagostino |

| Arbitro: | Scaramella (Roma) |

|                               |           |           |
| Bassetti 15’, 33’ Manenti 42’ | Marcatori | 22’ Golin |

| Arbitro: | Bernardi (Bologna) |

|              |           |              |
| Malavasi 33’ | Marcatori | 52’ Cattaneo |

| Arbitro: | Maurelli (Roma) |

|               |           |             |
| Chiumento 41’ | Marcatori | 90’ Manenti |

| Arbitro: | Ferrari Aggradi (Firenze) |

|                                 |           |  |
| Klein 17’, 77’ Manenti 48’, 75’ | Marcatori |  |

| Arbitro: | Marangio (Roma) |

|                                  |           |  |
| Klein 8’ Quoiani 38’ Manenti 72’ | Marcatori |  |

| Arbitro: | Massai (Pisa) |

|               |           |  |
| Scarascia 90’ | Marcatori |  |

| Arbitro: | Pieri (Trieste) |

|  |           |                       |
|  | Marcatori | 15’ Klein 57’ Manenti |

| Arbitro: | Marchese (Napoli) |

|                  |           |                                   |
| Klein 81’ (rig.) | Marcatori | 59’ (aut.) Fusco 61’, 89’ Maselli |

| Arbitro: | Marchetti (Milano) |

|            |           |                         |
| Vicini 30’ | Marcatori | 69’ Manenti 87’ Quoiani |

| Arbitro: | Campanati (Milano) |

|                               |           |                              |
| Bodini 6’, 88’ Scagliarini 8’ | Marcatori | 64’ Micheloni 84’ Santamaria |

| Arbitro: | Marchetti (Milano) |

|         |           |  |
| Zian 2’ | Marcatori |  |

| Catania 9 maggio 1954 31ª giornata | Catania          | 0 – 0 | Pavia | Stadio Cibali\| Arbitro: \| Menchini (Udine) \| |
| Arbitro:                           | Menchini (Udine) |       |       |                                                 |

| Arbitro: | Scaramella (Roma) |

|                    |           |                   |
| Manenti 49’ (rig.) | Marcatori | 61’ Pantaleoni II |

| Como 23 maggio 1954 33ª giornata | Como            | 0 – 0 | Catania | Stadio Giuseppe Sinigaglia\| Arbitro: \| Canepa (Genova) \| |
| Arbitro:                         | Canepa (Genova) |       |         |                                                             |

| Arbitro: | Guarnaschelli (Pavia) |

|            |           |  |
| Novali 27’ | Marcatori |  |

## Statistiche

### Statistiche di squadra
| Competizione | Punti | In casa | In casa | In casa | In casa | In casa | In casa | In trasferta | In trasferta | In trasferta | In trasferta | In trasferta | In trasferta | Totale | Totale | Totale | Totale | Totale | Totale | DR  |
| Competizione | Punti | G       | V       | N       | P       | Gf      | Gs      | G            | V            | N            | P            | Gf           | Gs           | G      | V      | N      | P      | Gf     | Gs     | DR  |
| ------------ | ----- | ------- | ------- | ------- | ------- | ------- | ------- | ------------ | ------------ | ------------ | ------------ | ------------ | ------------ | ------ | ------ | ------ | ------ | ------ | ------ | --- |
| Serie B      | 43    | 17      | 10      | 5       | 2       | 33      | 13      | 17           | 6            | 6            | 5            | 21           | 18           | 34     | 16     | 11     | 7      | 54     | 31     | +23 |

### Statistiche dei giocatori[4]
| Giocatore        | Serie B  | Serie B |
| Giocatore        | Presenze | Reti    |
| ---------------- | -------- | ------- |
| C. Baccarini     | 32       | 0       |
| F. Bassetti      | 31       | 11      |
| E. Bearzot       | 34       | 1       |
| O. Biancardi     | 2        | 0       |
| V. Bravetti      | 32       | 0       |
| A. Campodallorto | 2        | 0       |
| R. Cattaneo      | 24       | 5       |
| N. Fusco         | 31       | 0       |
| G. Klein         | 19       | 7       |
| M. Manenti       | 29       | 15      |
| G. Marin         | 24       | 4       |
| B. Micheloni     | 26       | 7       |
| G. Pattini       | 5        | -2      |
| A. Perni         | 3        | 0       |
| A. Pirola        | 11       | 0       |
| S. Quoiani       | 9        | 2       |
| F. Santamaria    | 31       | 2       |
| A. Seveso        | 29       | -29     |